# 文会里嫁娶屋
文会里嫁娶屋是位于中国广东省佛山市禅城区祖庙街道文会里36、38、40号的清代古建筑，原為楊姓人家的宅第，後來楊氏出租給新人作為結婚禮堂，稱為嫁娶屋，在房產易手後成為專門舉行婚禮的場地。1998年4月30日公布为佛山市文物保护单位，登录名为嫁娶屋。2006年10月25日重新公布时更改登录名为文会里嫁娶屋。2015年12月10日公布为广东省文物保护单位。